# 郭威
周太祖郭威（904年9月10日—954年2月21日），字文仲，小名“郭雀兒”，籍貫邢州堯山（今天河北省隆堯）。五代時期後周開國皇帝（951年—954年）。原為五代後漢的樞密使，卻因隐帝疑忌之下，全家被殺。怒而起兵，隐帝死於亂軍之中，郭威不久發動黃旗加身的兵變，建立後周。

## 出身
其出身不詳，父為順州刺史郭简，母王氏。《舊五代史》記載一說，稱其本姓常，隨母改嫁入郭簡家，因而改姓郭姓。《新五代史》稱其母本來是郭簡之妻，後來改嫁常氏。

## 生平
唐天祐元年七月二十八日（904年9月10日）郭威生於堯山，父為李克用的順州刺史郭简，母王氏。或說本姓常，幼时随母亲改嫁郭简，故改姓郭。3歲時徙家太原，不久郭简被殺，郭威成為孤兒，由姨母韓氏撫養。他身材魁梧，習武好鬥。其時李繼韜在潞州招募兵勇，郭威前去投軍，得到李繼韜的賞識。郭威在鬧市與一名欺壓市場的屠戶爭執，醉酒而殺之，原應斬首，李继韬怜其才勇，暗中将其释放，而後又召之，任為幕僚。

### 平定後漢亂事
947年契丹滅後晉，沙陀人劉知遠起兵太原，建國後漢，郭威为邺都留守（今河北大名县）。劉知遠称帝不到一年即死去，其子劉承祐继位，拜郭威為樞密副使。乾祐元年（948年）三月河中（今山西永济）李守贞、永兴（今陕西西安）赵思绾及凤翔（今陕西凤翔）王景崇相继反汉，郭威陸續平定亂事，赵思绾投降，李守貞、王景崇自焚。

### 建立後周
乾祐三年（950年）四月，郭威以枢密使出任邺都留守、天雄军节度使之际，隐帝疑忌大臣，乘郭威在外時下诏將开封城内郭威（当时郭威已有成年的儿子）、郭威养子郭荣和王峻的全家屠殺殆盡，还派邺都行营马军都指挥使郭崇威去杀郭威、王峻。清趙翼謂之：“五代亂世，本無刑章，視人命如草芥，動以族誅為事”。
枢密使院吏魏仁浦劝郭威先发制人。同年十一月，郭威发动兵变，隱帝出逃之时被其部将郭允明所杀。后郭威进京，让太后李三娘主政，郭威起初想拥立刘知远之子刘承勋为帝，百官皆同意，但是太后以刘承勋身体羸弱不能继承大统拒绝，众人无奈，只能迎宗室劉贇為帝，但是郭威与其父刘旻不和，但假意同意。之后因为辽主耶律阮得知后汉内乱，派兵南下，镇州邢州二州被辽军所扰后，上报京城请求救援，郭威向李太后禀报情况后带兵北征。郭威领兵从汴梁出发，走到滑州，遇上刘赟从徐州劳军的特使，这让郭威心中感到气愤，觉得刘赟太过心急，还没上位，就想要拉拢人心，最终加以拒绝。诸将明白郭威心中意图，不肯接受赏赐，私下说道：“我等屠戮京师，自知不法，如果刘氏复立，还有我等活路吗？”郭威大军来到澶州的时候，正准备在早上开拔行军，军士大噪，军士们翻墙而入进入郭威营中，表达了复立刘氏的担忧，没等郭威回应，军士们就扯下了杆上的黄旗，披在了郭威的身上，然后大呼万岁。郭威假装无奈，和军士们约法三章，带兵折返汴梁，逼迫太后授为“监国”，夺得国政。郭威凭借演出「黃旗加身」的戲碼，讓士兵擁護自己稱帝，建立了后周，建都汴京（今河南省開封市），改元广顺，废刘赟为湘阴公，将其软禁杀害。
郭威建立后周后，下诏减免赋税，并且带头节俭，禁止进献奇货，把宫中的珍玩宝物当众打碎，以示自己和之前喜好奢侈的帝王不同。郭威厚待后汉宗室和尊重刘知远，但他同时也废除了后汉留下的苛政和酷刑。并且极力推动恢复农业生产，使得当时的编户增加了三万多。郭威谦逊地重用了很多文臣，他廣招人才、励精图治，得魏仁浦、李穀、王溥、范質等輔臣。郭威改變自唐末动乱以来军人跋扈乱政的情况，为后周之后的鼎盛打下坚实基础，并为北宋的繁荣开了好头。
广顺三年（953年），封養子郭荣為晉王。
廣順四年（954年）正月一日改元顯德。
顯德元年（954年）正月十六日，周太祖郭威駕崩，享年50歲，死前托付自己丧事一切从简，切勿叨扰百姓。因亲生儿子全被刘承祐杀害，由晋王郭荣繼位。

## 家庭

### 妻妾
周太祖三任嫡妻及一位妾室，一為皇后三為妃，且皆是夫死再嫁的寡婦，趙翼謂之：“統計前後四娶，皆再醮婦，亦不可解也。”
- 发妻，柴皇后
- 继妻，杨淑妃
- 继妻，张贵妃
- 妾室，董德妃

### 女官或妃嫔
- 尚宫、尚食为女官名，国夫人、郡夫人、县君在五代时，可为妃嫔封号。
- 广顺（951年）元年八月，丙辰，尚宫皇甫氏等三人并封国夫人，司记刘氏等六人并封郡夫人，尚食李氏等宫官八人并封县君[6]
- 尚仪赵氏，封沂国夫人[7]
- 尚服苏氏，封岐国夫人
- 尚宫甫氏或皇甫氏，封汾国夫人
- 司宾高氏，封渤海郡夫人
- 司宾柴氏，封平阳郡夫人
- 司宾茹氏，封颖川郡夫人
- 司记丁氏，封陇西郡夫人
- 司记刘氏，封彭城郡夫人
- 典宝李氏[8]，封陇西县君
- 司宝王氏，封琅琊县君
- 司正李氏，封陇西县君
- 司正王氏，封琅琊县君
- 尚食椰氏，封陇西县君
- 尚功曹氏，封钜鹿县君
- 司衣李氏，封陇西县君
- 司药林氏，封会稽县君
- 司药翟氏，特封郡阳县君

### 子女
子
- 长子 剡王郭侗，初名郭青哥，后汉末遇害。太祖即位，诏赠太尉，赐名侗。显德四年追封。
- 次子 巳王郭信，太祖子，初名郭意哥，后汉末遇害。太祖即位，诏赠司空，赐名信。显德四年追封。

史书将其记作次子、三子，是因为将养子郭荣算作长子。
女
- 第三女，樂安公主，为后汉所害，广顺元年二月追封，至显德四年四月，又追封莒国长公主。
- 第四女，壽安公主，下嫁张永德，广顺元年四月封，至显德元年，封晋国长公主。
- 第五女，永寧公主，广顺元年九月追封，至显德四年四月，又追封梁国长公主。

### 其他晚辈亲属
- 侄郭守筠，为刘承祐所害，赠左领军卫将军，因“筠”与“荣”音近，追改名郭守愿，又赠左卫大将军
- 侄郭奉超，为刘承祐所害，赠左监门卫将军、右卫大将军
- 侄郭定哥，为刘承祐所害，赠左千牛卫将军，追赐名郭逊，又赠右武卫大将军
- 内侄/养子郭荣，郭威元配柴皇后之侄，即後周世宗
- 外甥李重进，郭威姐姐福慶長公主之子
- 女婿张永德，郭威女儿壽安公主之夫
- 内甥曹彬，郭威第三任妻张贵妃之甥，北宋建國宰相

## 影視形象
| 首播年份 | 製映地區 | 影視名稱             | 飾演者 |
| 2015年   | 中國     | 《大宋传奇之赵匡胤》 | 盧勇   |

## 延伸阅读
[在维基数据编辑]
 在维基文库阅读此作者作品（ 在维基共享资源阅览影像）
 《舊五代史·卷110》，出自薛居正《舊五代史》
 《新五代史·卷11》，出自歐陽修《新五代史》